# Таємна місія шкільних розбишак
«Таємна місія шкільних розбишак» (англ. I.N.K. Invisible Network of Kids або англ. Mission invisible) — французький мультсеріал Пракаша Топсі, виробництва студії «Samka Productions». Мультсеріал виходив у 2009—2010 роках. В Україні мультсеріал транслювався телеканалом «ПлюсПлюс».

## Сюжет
Пінкертон —перша у своєму роді, іноваційна школа інтернат з двома вчителями. Це величезна сучасна споруда в центрі міста, простора і барвиста, з гуртожитком для проживання дітлахів, з квітковим садом та просторим сучасним классом в якому добрий директор проводить веселі й цікаві заняття. Але в цьому ідеальному світі є й  — найгірше зло Всесвіту, вчителька яка пообіцяла перетворити Пінкертон в дисциплінарну в'язницю. Вона не зупиниться ні перед чим! У неї є секретний штаб і камери в кожному кутку — весь арсенал злих шпигунських штучок. На щастя, щоб запобігти цьому, четверо учнів заснували секретне агентство. І заприсяглися захищати Пінкертон від злих намірів своєї вчительки. Дітлахи озброїлися різноманітними винаходами та зброєю, і роблять усе, щоб врятувати свій невеликий світ від руйнування!

## Персонажі

### Головні герої

#### Він
Вінсент (або Він) — білявий хлопець, який багато часу проводить стежачи за своєю зовнішнісю. Має хвалькуватий, непосидючий, авантюрний характер, Таємне агентство створив саме він. Зазвичай Він ходить на завдання з Зеро та іноді й з Ньютоном. Він сирота, котрий нічого не знає про своїх батьків та має від них лише медальйон. Містер Сопер знає хто його батьки, але з якихось причин не хоче цього казати. Яким би іноді зухвалим сміливим та самовпевненим Вінсент не здавався, хлопець сильно сумує за своєю родиною якої на жаль немає. Тема родини взамовідносин та спогадів для нього дуже гостра, адже й агентство Він створим щоб у нього було місце в якому його будуть підтимувати, любити, сприймати та цінувати.
Він закоханий у Зеро, хоча у них складні відносини, однак вони підтримують захищають та заступаються один за одного.

#### Зеро
Зеро — самотня дівчина-гот із загадковим минулим, вона вважає себе доброю бунтаркою та приєдналася до групи розбишак, щоб позичити її мускули на користь добра.
Вона має ворожий, часто агресивний характер. Але насправді, за грубою маскою, знаходиться звичайна дівчина, що хоче захищати слабших.
Причиною її буйного характеру, може бути проблеми в сім'ї. Хоч про її минуло нам відомо зовсім мало, можна помітити кілька деталей. Наприклад: з вуст Сопера, ми дізнаємось, що Зеро втекла з дому і самостійно вступила до Пінкертону; вона має натягнуті відносини з батьком, який інколи дзвонить їй (про матір нічого не сказано); Зеро дотримується думки, що сім'я — це тягар, якого варто позбутись.
Впродовж серіалу, можна помітити її прихильність до азійської культури. Це помітно в дизайні її кімнати, улюбленій їжі, коміксах.

#### Тріксі
Тріксі — координаторка розбишак, а також голова агенсії. Вона гарна в тактиці, стратегії, добре грає в шахи. Її бітьки зірки, тому не мають часу доглядати Тріксі. Іноді сперечається із Зеро. Тріксі рідко виходить на місії. Одна з найрозумніших учнів у школі. Часто наголошує на тому, що вона головна.

#### Ньютон
Ньютон — найрозумніший учень школи, та за сумісництвом, другий наймолодший в класі. Має наївний характер, що сильно контрастує з геніальним розумом, яким він часто користується в створенні приладів. Часто ходить на місії, але може виходити в ролі координатора, коли це потрібно.
Посилаючись на його вік, він часто використовує дитячі жарти в своїх приладах. Він обожнює солодощі й жуйки.
Його батько — науковець, який не часто знаходить час, для рідного сина.

#### Міс Сейді Макбет
Міс Макбет — головний антагоніст мультсеріалу, та викладачка у Пінкертоні. Вона ненавидить дітей і навіть боїться їх. В кожній серії вона намагалась захопити владу в школі та викрити Шкільних Розбишак. Інколи їй це вдавалося, але розбишаки повертали все на свої місця й стирали їй пам'ять. В дитинстві вона навчалася у суворому пансіоні, де готували жахливу їжу і змушували доїдати до кінця, тож тепер вона ненавидить смаки і їсть синтетичну їжу в тюбиках. Коли перевіряє контрольні, то ставить печаткою 2-ки. Вона й досі вірить у Санту, 30 років чекаючи коли до неї він прийде, але до неї приходив батько, перевдягнутий у Санту. До того ж в останній серії виявилось, що вона 30 років тому, вона була відомою дитячої співачкою Валентинаю Бегонією. Саме тому вона в кожній серії співає. Судічи з цієї інформації їй 50-60 років.

#### Містер Космо Сопер
Містер Сопер — директор Пінкертону. Добрий вчитель, який і гадки не має про підступні плани Макбет, хоча в деяких серіях дізнавався і йому стирали пам'ять. Містер Космо Сопер володіє технікою чинців та бойовими вміннями.

### Другорядні
- Девіл — ябедник у Пінкертоні, постійна жертва Берта. До того ж він посіпака міс Макбет. Був лідером Таємних местників, поки Зеро не посіла місце лідера. Девіл не дуже вміє грати шахи, та він й не відрізняється великим розумом, а також Макбет часто використовує його у своїх планат та все одно іноді підозрює його, ніби він, з таємних агентів.
- Кейті — друга після Ньютона найрозумніша дівчинка в школі, яка закохана в Віна. Має окуляри та брекети, та її це не хвилює.
- Вен — найкрасивіша дівчина в школі. Закохана у Берта. Конфліктує з Зеро, через те, що дражнить її і каже що у неї макіяж як у мерця, а її одяг, як старезне дрантя. Була одною із Таємних месників. Виступає, як антигерой. Боїться павуків.
- Берт — забіяка у школі, жертвами якого є Він, Девіл та інколи Фред. Закоханий у Вен. Дружить з Гектором та іноді з Фредом. Любить кидати дітей у смітник. Був одним із таємних месників, поки його не замінила Зеро. Другорядний антагоніст. Боїться змій.
- Гектор — один із учнів Пінкертону, друг Берта та Фреда. Він був розумною частиною Таємних местників.
- Сем — один із учнів Пінкертону, дуже авторитетний.
- Джаспал — подруга Вен, судячи з вигляду з Індії.
- Бен — учень Пінкертону, який закоханий у Тріксі. Любить поїсти.
- Малюк Фред — найменший учень школи, який дружить з Гектором та Бертом. Боїться Злого Сірого Вовка. Має алергію майже на все.
- Вагнер — риба міс Макбет. Часто помічає розбишак у Макбет в квартирі і намагається попередити Макбет.

## Озвучування та дубляж
| Персонаж     | Актор французькою мовою | Актор англійською мовою | Актор українською мовою |
| ------------ | ----------------------- | ----------------------- | ----------------------- |
| Він          | Алексіс Томассіан       | Барбара Скафф           | Лідія Муращенко         |
| Зеро         | Крістеле Вурмсер        | Лі Делонг               | Олена Яблочна           |
| Тріксі       | Софі Артуйс             | Джоді Форест            | Наталія Романько        |
| Ньютон       | Сюзана Сіндберг         | Барбара Скафф           | Ніна Касторф            |
| Міс Макбет   | Бріджайт Віртудес       | Шарон Манн              | Ірина Дорошенко         |
| Містер Сопер | Т'єіррі Рагуенау        | Метью Гекзі             | Олесь Гімбаржевський    |
| Девіл        | Ліонел Мелет            | Метью Гекзі             | Михайло Тишин           |
| Кейті        |                         |                         | Дарина Муращенко        |
| Вен          |                         |                         |                         |
| Берт         | Т'єіррі Рагуенау        |                         |                         |
| Гектор       |                         | Шарон Манн              |                         |
| Фред         |                         |                         |                         |
| Сем          |                         |                         |                         |
| Бен          |                         |                         |                         |
| Джаспал      |                         |                         | Катерина Буцька         |
| Ернест Лалуп | Ліонел Мелет            |                         |                         |

## Список серій
| #  | Англійська назва              | Українська назва           | Дата виходу в Україні | Головний агент(и)         | Пісня                                                          |
| -- | ----------------------------- | -------------------------- | --------------------- | ------------------------- | -------------------------------------------------------------- |
| 1  | «Armed to the Teeth»          | Озброєні до зубів          | 3 січня 2018          | Він                       | Міс Макбет — Турбо брекети це зброя моя                        |
| 2  | «The Butterfly Effect»        | Ефект Метелика             | 4 січня 2018          | Він, Зеро, Тріксі, Ньютон | Міс Макбет — Позбавте мене моїх повноважень                    |
| 3  | «The Sleeper Agent»           | Агент Сонько               | 10 січня 2018         | Ньютон                    | Міс Макбет — Ви не спите!? Ми не спимо!!!                      |
| 4  | «The Robot Rabbit Group»      | Кролики — роботи           | 8 січня 2018          | Він, Тріксі, Ньютон       | Міс Макбет — Система кролебачення                              |
| 5  | «Saving Agent Newton»         | Врятувати агента Ньютона   | 2 січня 2018          | Ньютон                    | Міс Макбет — Бідна, Бідна Сейді                                |
| 6  | «Mice and Kids»               | Миші і діти                | 9 січня 2018          | Тріксі                    | Міс Макбет і Він — Хлопче, питаю я                             |
| 7  | «Voodoo Shampoo»              | Вуду шампунь               | 7 січня 2018          | Він, Зеро                 | Міс Макбет — Всі стали зомбі, все загуло                       |
| 8  | «The Outcast»                 | Вигнанка                   | 12 січня 2018         | Зеро                      | Міс Макбет — Зеро!                                             |
| 9  | «Burt the Brute»              | Грубіян Берт               | 1 січня 2018          | Він                       | Міс Макбет — Гіпер спідні                                      |
| 10 | «The New Student»             | Нова учениця               | 11 січня 2018         | Тріксі                    | Міс Макбет — Привітайся з Мадам С                              |
| 11 | «The Truth, The Whole Truth»  | Правда й тільки правда     | 13 січня 2018         | Він                       | Міс Макбет — Скажи, та не бреши, ти з шкільних розбишак        |
| 12 | «A Strict Diet»               | Сувора дієта               | 15 січня 2018         | Ньютон                    | Міс Макбет, Ньютон — Їжа                                       |
| 13 | «Pinkertomb»                  | Склеп пінкертон            | 17 січня 2018         | Він, Зеро, Тріксі, Ньютон | Міс Макбет — Страшно вам тепер                                 |
| 14 | «Patient Zero»                | Пацієнтка Зеро             | 16 січня 2018         | Зеро                      | Міс Макбет — Машина скаже, що у тебе грип                      |
| 15 | «Lovestruck Stinkbomb»        | Любовні бомби              | 5 січня 2018          | Зеро, Він                 | Міс Макбет. Містер Сопер — Вас слухатися будемо все життя      |
| 16 | «Ego Ergo»                    | Велике его                 | 20 січня 2018         | Зеро, Тріксі              | Міс Макбет — Вам не рівня розбишаки пустуни                    |
| 17 | «Donkey Tales»                | Ослячі казки               | 22 січня 2018         | Він, Зеро, Тріксі, Ньютон | Міс Макбет — Став віслюком, бідний буратіно                    |
| 18 | «Mission: Forgotten?»         | Чи існують розбишаки?      | 19 січня 2018         | Ньютон                    | Міс Макбет — Позбудуся я цих шибайголів                        |
| 19 | «The Queen's Game»            | Хід Королевою              | 6 січня 2018          | Тріксі                    | Міс Макбет — Брехню обожнюю я                                  |
| 20 | «Santa Claws»                 | Санта Клац                 | 23 січня 2018         | Він, Зеро                 | Міс Макбет, Біллі Боб та Містер Сопер — Різдво                 |
| 21 | «Macbeth Feels the Sting»     | Укуси Міс Макбет           | 24 січня 2018         | Тріксі                    | Міс Макбет, Міс Френк — Доброта псує мені життя                |
| 22 | «What's Up, Doc?»             | Що зі мною, док?           | 14 січня 2018         | Він, Зеро                 | Міс Макбет і Містер Сопер — Хей, Макбет, але чому?             |
| 23 | «Back to the Past»            | Назад у минуле             | 18 січня 2018         | Він                       | Міс Макбет — Подорожі в часі, це так кльово                    |
| 24 | «Ghost of Pinkerton»          | Привид Пінкертону          | 21 січня 2018         | Він, Зеро, Тріксі, Ньютон | Міс Макбет — Ви, малі занози, скоро будете лити сльози         |
| 25 | «Round Up the Usual Suspects» | Незвичайні підозрювані     | 25 січня 2018         | Зеро                      | Міс Макбет — Я відчую перемоги смак                            |
| 26 | «Investigation at Pinkerton»  | Розслідування у Пінкертоні | 26 січня 2018         | Він, Зеро, Тріксі, Ньютон | Міс Макбет (Валентина Бегонія) — Ромашки для подруги Крільчихи |